# Streamline (Film)
Streamline ist ein Filmdrama von Tyson Wade Johnston, das im September 2021 in die australischen Kinos kam und dort im gleichen Monat über den Streamingdienst Stan veröffentlicht wurde. Der Coming-of-Age-Film mit Levi Miller in der Hauptrolle ist in der Welt des Leistungsschwimmens angesiedelt.

## Handlung
Der 15-jährige Benjamin ist ein großes Schwimmtalent. Mit eiserner Disziplin und unter der Anleitung seines Coachs feilt der vielversprechende junge Sportler an seiner Karriere.
Als sein Vater Rob aus dem Gefängnis entlassen wird und versucht, die Beziehung zu seinem Sohn wieder zu reparieren, lenkt ihn das mehr und mehr von seiner Karriere als Schwimmer ab und fördert ein lange in ihm begrabenes Trauma zutage. Benjamin selbst hat nur noch vage Erinnerungen, wie sein Vater seine Mutter Kim behandelt hat, seine Halbbrüder Dave und Nick jedoch sehr wohl und haben auch einige der schlechten Eigenschaften von Rob übernommen.

## Produktion
Regie führte Tyson Wade Johnston, der auch das Drehbuch schrieb. Es handelt sich nach einigen Kurzfilmen um sein Regiedebüt bei einem Spielfilm. Produziert wurde der Film von Jay Douglas, Blake Northfield und Nathan Walker. Der Schwimmer Ian Thorpe ist einer der  Mitproduzenten.
Levi Miller spielt in der Hauptrolle Benjamin Lane, Laura Gordon seine Mutter Kim und Robert Morgan seinen Trainer Glenn. Jason Isaacs ist in der Rolle von Benjamins Vater Rob zu sehen, der aus dem Gefängnis entlassen wird. Jake Ryan und Sam Parsonson spielen Benjamins Halbbrüder Dave und Nick.
Die Dreharbeiten fanden im November 2019 an der Gold Coast und in Brisbane im australischen Queensland statt.
Die Filmmusik komponierte Angela Little. Das Soundtrack-Album mit neun Musikstücken wurde Ende Dezember 2021 als Download veröffentlicht.
Der Film feierte am 19. August 2021 im Stream des Melbourne International Film Festivals seine Premiere. Am 2. September 2021 kam er in die australischen Kinos und wurde am 16. September 2021 über den Streamingdienst Stan Australia veröffentlicht. Im November 2022 wurde er beim Tallinn Black Nights Film Festival vorgestellt.

## Rezeption
Von den bei Rotten Tomatoes verzeichneten 21 Kritiken sind bislang 76 Prozent positiv.